# Акакије Цариградски
Акакије (грч. Ακάκιος, умро 489) је био цариградски патријарх од 471. до 489. године. Покушао је залечи раскол између правоверних и монофизитских хришћана, који је настао након Халкидонског сабора (451). Ради тога је 482. године прихватио Хенотикон - компромисни указ византијског цара Зенона. Римски папа Феликс III га је због тога анатемисао, што је довело до црквеног раскола између Римске цркве и Цариградске патријаршије. Раскол је окончан тек 519. године, тридесет година након Акакијеве смрти.